# 犹他谷大学
犹他谷大学（英语：Utah Valley University,UVU），是一个位于美国犹他州奥勒姆的公立大学，2011年该校有33,395名学生。犹他谷大学是犹他州最大的公立大学。该大学提供58种学士学位，66种副学士学位，21种证书/文凭课程，以及在教育，商业和护理3种高需求的硕士学位。
在大学的瓦萨奇校区，还在企业管理和中学教育方面提供学士学位，以及在会计，行为科学，企业管理，基础教育，与普通教育副学士学位。
该校之前被称为犹他谷州立学院（UVSC），在2008年7月学校获得大学名称，更名为犹他谷大学。 Matthew S. Holland获委任为该校第一任校长。
犹他谷大学选择不参加美国新闻与世界报道高校排名。